# ماتئو روور
ماتئو روور (انگلیسی: Matteo Rover؛ زادهٔ ۲۰ فوریهٔ ۱۹۹۹) بازیکن فوتبال است.
از باشگاه‌هایی که در آن بازی کرده‌است می‌توان به باشگاه فوتبال اینتر میلان اشاره کرد.
وی همچنین در تیم ملی فوتبال زیر ۱۸ سال ایتالیا بازی کرده‌است.